# Macronemurus
Macronemurus är ett släkte av insekter. Macronemurus ingår i familjen myrlejonsländor.

## Bildgalleri

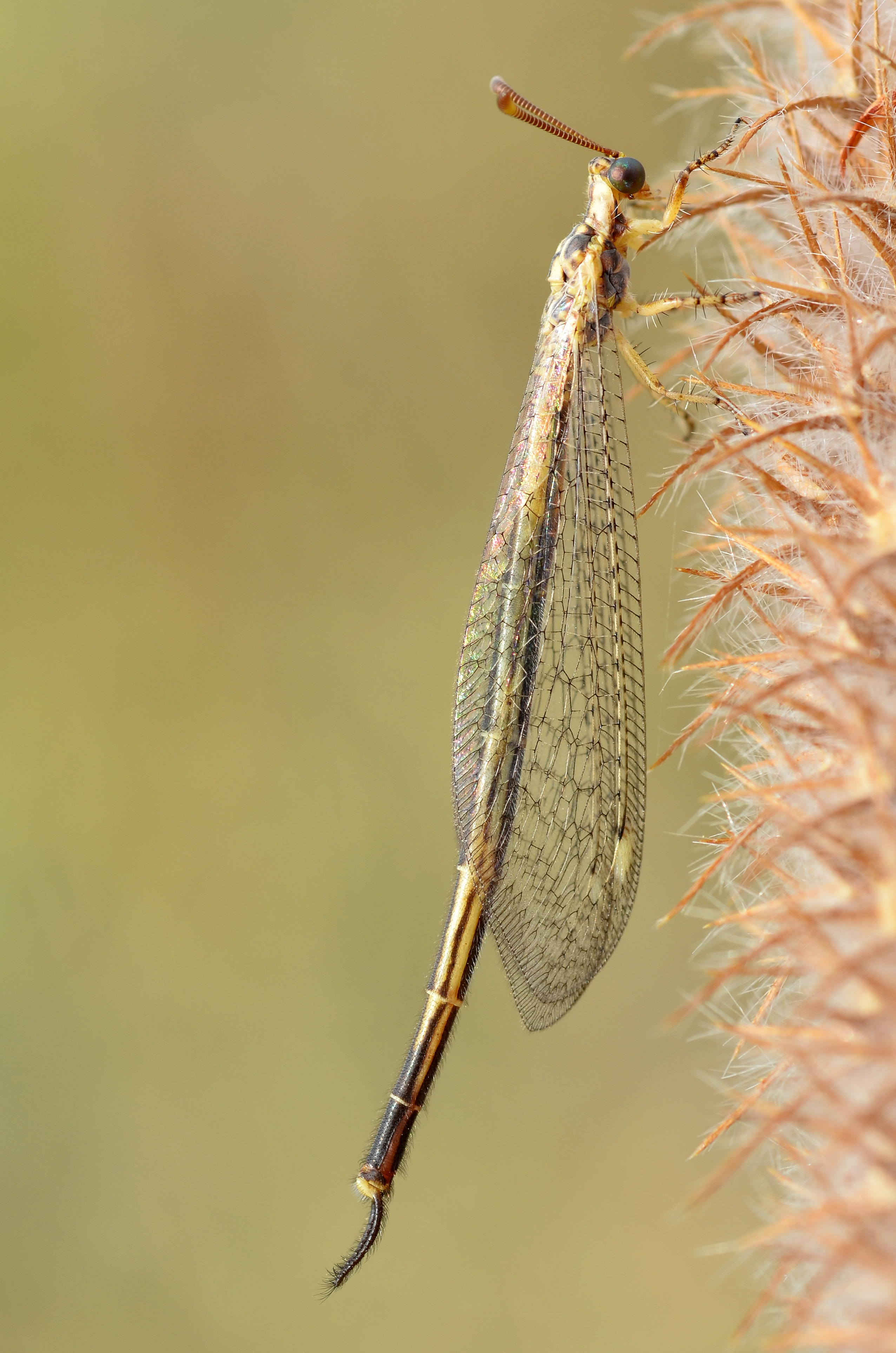
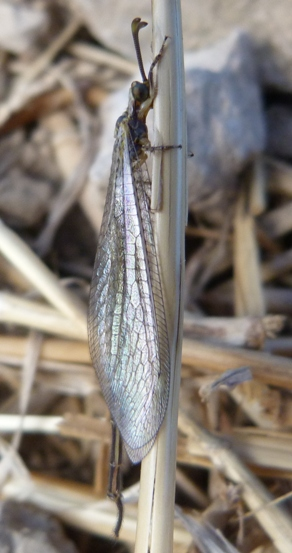
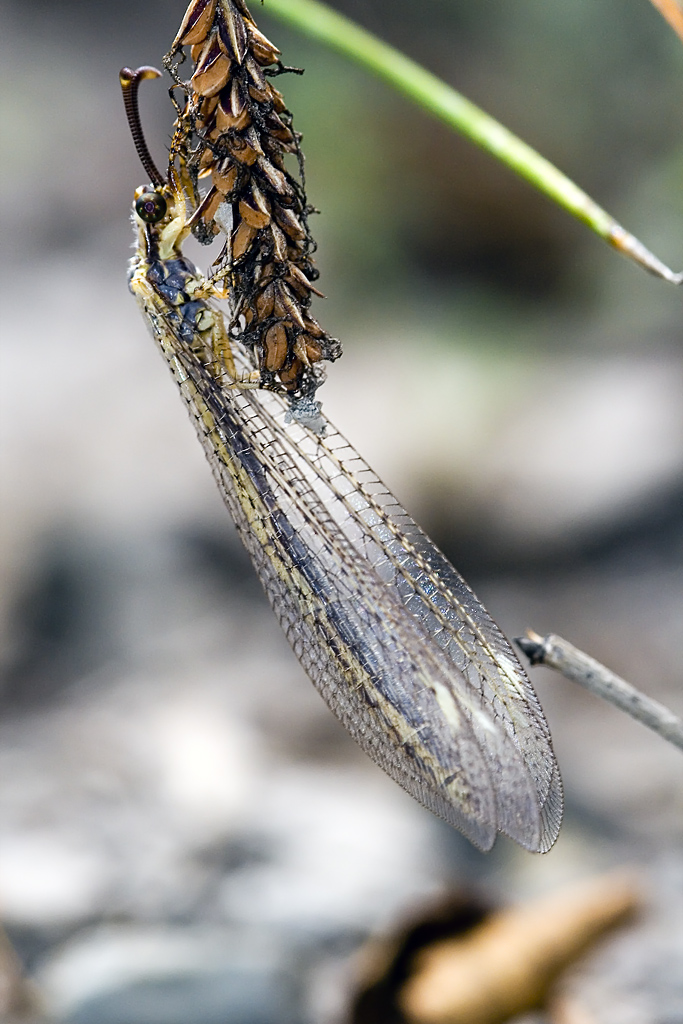
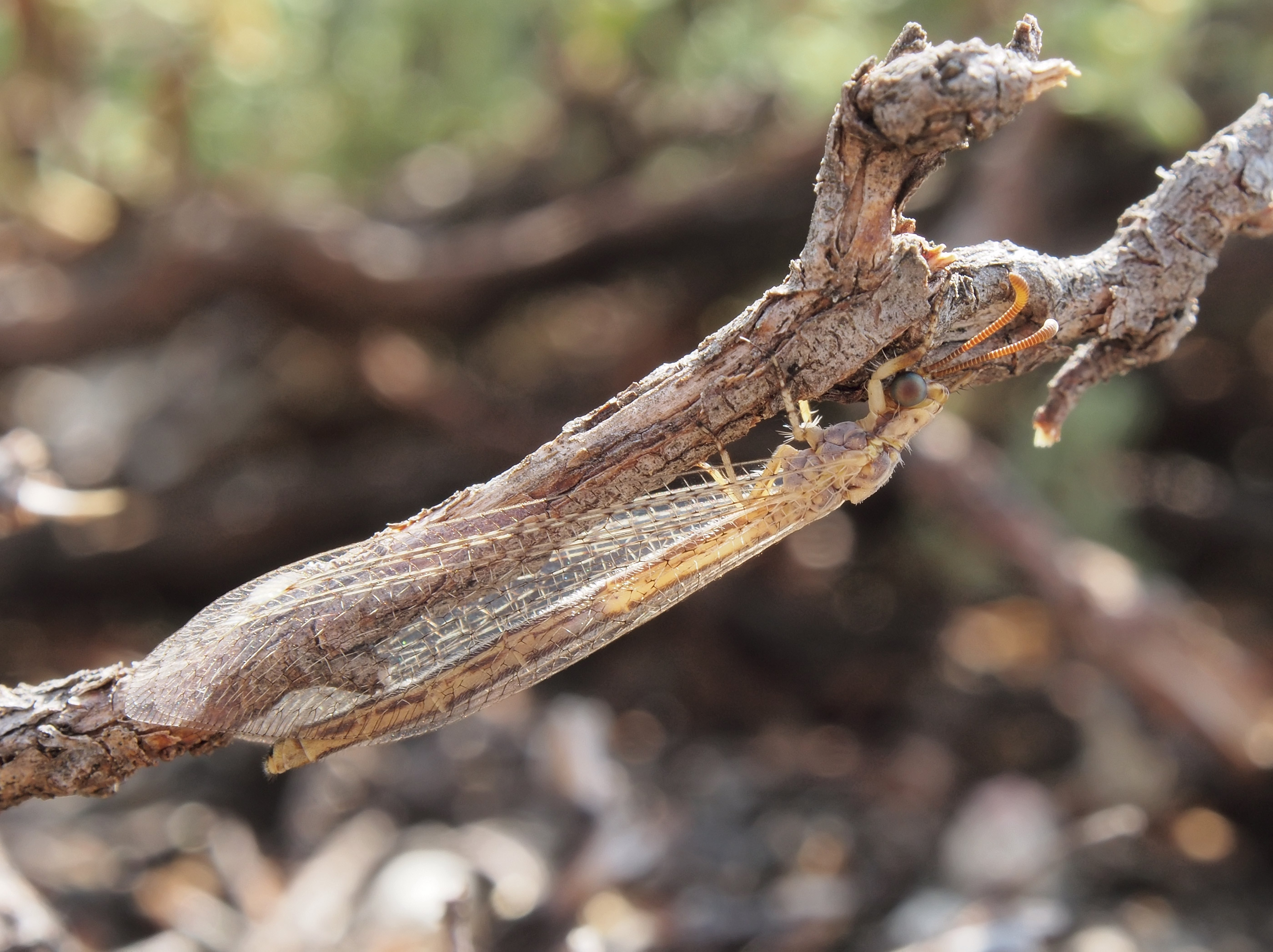

## Dottertaxa tillMacronemurus, i alfabetisk ordning[1]
- Macronemurus amoenus
- Macronemurus appendiculatus
- Macronemurus bilineatus
- Macronemurus caudatus
- Macronemurus delicatulus
- Macronemurus elegantulus
- Macronemurus euanthe
- Macronemurus fictus
- Macronemurus gallus
- Macronemurus horni
- Macronemurus ianthe
- Macronemurus jejunus
- Macronemurus linearis
- Macronemurus longisetus
- Macronemurus loranthe
- Macronemurus maghrebinus
- Macronemurus maroccanus
- Macronemurus melanthe
- Macronemurus notofasciatus
- Macronemurus nuncius
- Macronemurus perlatus
- Macronemurus persicus
- Macronemurus punjabensis
- Macronemurus quedenfeldti
- Macronemurus reticulatus
- Macronemurus sandoanus
- Macronemurus schoutedeni
- Macronemurus tinctus
- Macronemurus trivittatus
- Macronemurus wittei